# Lygophis meridionalis
Lygophis meridionalis (Schenkel, 1901) é uma serpente da família Dipsidae alocada na subfamília Xenodontinae. Pode ser encontrada atualmente na região nordeste da Argentina e Paraguai, além da região central e sudeste da Bolívia e Brasil. No Brasil a espécie se distribui nos estados do Amazonas, Pará, Tocantins, Mato Grosso, Mato Grosso do Sul, Goiás, Distrito Federal, Bahia, Minas Gerais, Espírito Santo, São Paulo, Paraná e Rio Grande do Sul. E pode ser encontrada nos domínios do Cerrado, Chaco, Amazônia, Mata Atlântica, Pantanal e Pampas.
Sua coloração é marrom esverdeado, com duas faixas brancas na região paravertebral que vão desde o pescoço até o final da cauda. Vivem em ambientes terrestres, de áreas abertas, com atividade predominantemente diurna.
As Cobras listradas apresam geralmente anuros. Estes animais apresentam um processo conhecido por estreptotilia, ou seja, eles perderam a barra temporal inferior. Nesse processo, o quadrado, que é um osso do crânio, se articula com o arco temporal superior, possibilitando uma maior abertura da boca, bem como o aumento da velocidade na abertura e fechamento da mandíbula.
São amnióticas, ou seja, possuem membranas extraembrionárias, que formam o ovo amniótico. Essas membranas são o cório (membrana mais externa, que garante isolamento térmico e contra micro-organismos além de auxiliar nas trocas gasosas), o âmnio (envoltório com água, responsável pela proteção mecânica e contra a desidratação), o alantoide (responsável pela excreção e trocas gasosas) e o saco vitelínico (bolsa que armazena vitelo, substância nutritiva que serve de alimento ao embrião durante seu crescimento).
São ovíparas, ou seja, o embrião se desenvolve dentro de um ovo em ambiente externo sem ligação com o corpo da mãe. Este método de reprodução é geralmente encontrados em “peixes”, anfíbios, répteis e aves. Os machos possuem dois órgãos copuladores (hemipênis).
Estes animais são ectotérmicos, ou seja, utilizam fontes externas de calor para manutenção da temperatura corpórea. Ajustes comportamentais, por exemplo, permitem com que estes animais regulem a temperatura corpórea com razoável precisão.